# 반사율

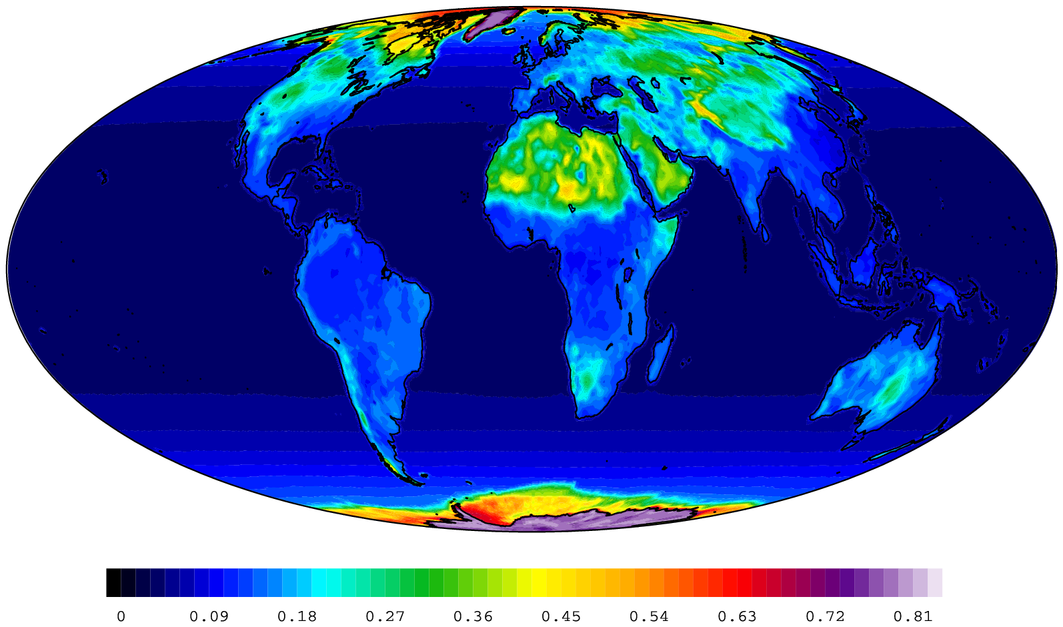

반사율 또는 알베도(albedo)는 물체가 빛을 받았을 때 반사하는 정도를 나타내는 단위이다. 반사율은 입사되는 전자기파에 대한 반사량으로 계산되며, 일반적으로 0%에서 100%로 표현된다. 기후학이나 천문학에서 널리 쓰이고 있으며, 특별한 언급이 없는경우 가시광선 영역의 평균값을 의미한다. 또한 반사율은 입사각에 영향을 받으며, 일반적으로 수직입사인 경우를 가정한다. 내린 지 얼마 되지 않은 눈은 90%이상의 값을 가진다. 바다표면의 값은 비교적 작다. 지구는 평균 31%의 반사율을 가지며, 달은 12%의 값을 가진다.
인간의 활동은 지표의 반사율을 변화시킨다(예를 들면 산림훼손, 농경지 증가 등). 하지만 지구전체의 반사율을 산출하고 영향을 정량화하는 것은 매우 어렵다. 이러한 변화가 지구온난화 증가에 기여를 했는지 아니면 감소에 기여를 했는지 아직 과학적으로 깊이 이해되지 않고 있다.
전형적인 반사율의 예는 눈과 온도의 상호반응이다. 눈으로 덮여 있던 지역이 온도가 증가하여 눈이 녹게되면 표면의 반사율은 감소하게 되고, 더 많은 햇빛이 흡수되게 되어 온도는 더 올라가게 된다. 반대로 눈이 덮이게 되면 온도는 떨어진다. 반사율 효과는 일사량과 반사율 변화값에 따라 달라지게 되며, 이에 따라 열대지방에서 큰 영향을 미칠 가능성을 내포하고 있다.

## 천문학
천문학에서 반사율은 행성 또는 위성의 표면 성분분석, 특히 표면에 얼음비율을 분석하는 데 많이 사용된다.
서로 다른 두 가지 반사율이 쓰이는데, 기하학적 반사율은 수직으로 입사한 빛과 다시 수직으로 반사되어 나간 빛의 세기(intensity)의 비로 주어진다. 반면에 본드 반사율(bond albedo)은 들어온 빛의 총량 중에 산란되어 나간 빛의 총량의 비로 정의된다. 따라서 본드 반사율은 반드시 1보다 작으며, 기하학적 반사율은 경우에 따라 1보다 크다. 본드 반사율을 A, 기하학적 반사율을 p, 위상 적분(phase integral)을 q라고 할 때, 다음 관계가 성립한다.
{\displaystyle A=pq}
반사율이 높은 토성의 위성 엔셀라두스의 경우 본드 반사율는 0.99이며, 기하학적 반사율은 1.4이다.

## 반사율 효과의 예

### 알래스카 페어뱅크
미국 국립기후자료센터에 따르면 30년간 세계각지의 수천개의 기상관측소 자료를 토대로 페어뱅크에 대학에 소재한 기상관측소의 온도가 3 °C (5 °F) 정도 페어뱅크 공항보다 높았으며, 이는 방류수의 영향도 있었으나, 대체로 대학주변에 높은 밀도로 자라고 있는 소나무와 비교적 적게 쌓여 있는 눈이 영향을 미치고 있다고 분석했다.

### 적도
비록 반사율과 온도 영향이 눈이 많은 추운 지역에 대해 연구가 많이 진행되고 있지만, 열대 지방은 강한 자외선으로 인해 훨씬 강한 반사율 효과를 받고 있다. 브라질의 연구결과에 의하면 농작물을 키우기위해 자라고 있던 나무를 자르고 검은 토양으로 지표를 대체했을 때 인근 지역의 온도가 연평균 3 °C (5 °F)올라간것으로 알려졌다.

### 소규모 영향
주위에서도 흔히 볼 수 있는 반사율의 영향은, 검은 옷을 입은 사람은 열사병에 걸릴 확률이 흰옷을 입은 사람보다 높다고 알려졌다.

### 에어로졸
에어로졸(대기중 부유하는 입자), 직간접적으로 영향을 미친다. 직접적인 (반사율)영향에 의해 일반적으로 지구는 냉각효과(유기탄소(OC)입자) 또는 온실효과(원소탄소(또는 블랙카본, BC)를 가지며, 또한 입자는 구름응결핵(Cloud condensation nuclei)의 역할을 하여 2차적으로 반사율 효과를 일으킨다.

### 블랙카본(BC or EC)
블랙카본또한 반사율에 의한 지구기후영향에 중요한 역할을 한다.
현재 과학기술로는 그 영향을 정량화하기 어려우나, 기후변화에 관한 정부간 협의회(IPCC)에 따르면, 화석연료에서 발생되는 블랙카본에 의한 평균 복사강제력은 +0.2 W m-2로 추정되며, 이전 보고서의 +0.1 W m-2보다 증가된 값이다.

### 눈
눈의 알베도는 90%정로로 높다. 이것은 그러나 이상적인 샘플의 경우인 평지에 쌓인 신선하고 두꺼운 눈일 때이다. 북극해에서 약 80% 이상이다.
눈이 녹게 되면 알베도가 하락하고 많은 눈이 녹게 된다. 이것이 지구온난화의 결과로서 극지와 한대에서 온난화 증강의 예측의 기초이다.

### 구름
구름은 지구온난화에 주요변수 중의 하나인 알베도의 또 다른 근원이다. 여러 종류의 구름이 다양한 알베도 값을 지니는데 이론적으로 최소 0%에서 최대 70 퍼센트 대에 이른다. 언제나 지구의 반 정도가 구름에 덮여 있는데 그것은 육지와 바다보다 더 많은 태양광을 반사한다. 구름은 태양광을 반사하여 지구를 시원하게 유지하지만 따뜻함을 가두는 담요의 효과를 주기도 한다.
어떤 영역에서 알베도와 기후는 민간 항공에 의해 발생한 인공 구름으로 이미 영향을 받는다. 사담 후세인에 의한 쿠웨이트 유전의 방화는 수마일 떨어진 주위 보다 10도의 온도 하락을 보였다.

### 나무
나무는 낮은 알베도를 지니기 때문에 숲을 파괴하는 것은 알베도를 증가시키며 구름이 지역의 기후를 냉각한다. 계절적으로 눈 덮인 지역에서 숲 없는 영역의 겨울 알베도는 숲의 영역보다 10%에서 50% 높다. 활엽수는 알베도 값이 0.15에서 0.18인 반면 침엽수는 약 0.09에서 0.15이다.

### 도시 영역
도시 영역은 특히 빛이 표면에 닿기전에 흡수하는 많은 인공의 건축 구조물 때문에 자연스럽지 않은 알베도를 지닌다. 세계의 북부에 있는 도시들은 상대적으로 어두우며, 워커는 그들의 평균 알베도가 약 7%임을 보였다. 여름동안은 약간 증가한다. 대부분의 열대 국가들은 도시 평균이 12%이다. 이것은 북쪽 주변의 천이 영역에서 발견되는 수치와 비슷하다.
이에 대한 이유는 적도 영역내의 도시의 다른 자연 환경이다. 즉, 주위에 더 많이 어두운 나무들이 있다. 또 다른 이유는 열대의 부분이 가난하고 도시 건축물들의 다른 물질들로 건축되기 때문이다. 더 따뜻한 영역은 더 연한 색의 건축 재료를 사용하여 구조물이 더 시원하게 유지한다.

### 지형의 알베도
북위 45도의 겨울의 땅을 완전히 가린 소나무 숲의 알베도는 약 9%로 임의 자연스럽게 발생하는 땅의 최저치에 속한다. 이것은 부분적으로 소나무의 색 때문이다. 그리고 부분적으로 전제적인 반사 광량을 떨어 뜨리는 나무들 속의 햇빛의 다중 산란에 기인한다.
빛의 침투로 인해 대양의 알베도는 약 3.5%에서 더 낮지만 이것은 입사 복사의 각에 의존한다. 고밀의 습지는 약 9%에서 14%사이에 평균이 있다.
활엽수(Deciduous trees)의 평균은 14%이다. 풀이 무성한 지역은 보통 20%이다. 불모지는 토양의 색깔에 따라 다르다. 5%에서 40%로 농장 평균 15%이다.
사막이나 넓은 해변은 보통 25%이지만 모래의 색깔에 따라 다르다.

## 같이 보기
- 지구음암화
- 복사조도
- 키르히호프의 복사 법칙
- 레이더 천문학